# Nový židovský hřbitov v Sušici
Nový židovský hřbitov v Sušici, založený v roce 1876, se nalézá v Sušici na severu Křičkovy ulice. Vstup je z východní strany hřbitova. Je chráněn jako kulturní památka České republiky.
Dochovalo se přes 110 náhrobků od roku založení do roku 1946. Hrozící demolici kvůli postupující výstavbě roku 1985 unikl. Bývalý hrobnický dům č.p. 185 severovýchodně od hřbitova je obydlen. V areálu stojí od roku 2000 památník židovským obětem nacismu. Patří k majetku české Federace židovských obcí.
V místech dnešního domu č.p. 142 ve Vodní ulici stávala nejnovější synagoga, jež byla zbořena v roce 1963. Ve městě se též nachází starý židovský hřbitov.